# Metasarcidae
Famille
Les Metasarcidae sont une famille d'opilions laniatores. On connaît plus d'une vingtaine d'espèces dans onze genres.

## Distribution
Les espèces de cette famille se rencontrent en Amérique du Sud.

## Liste des genres
Selon World Catalogue of Opiliones (24/09/2021) :
- Ayacucho Roewer, 1949
- Cajacaybia Roewer, 1957
- Cajamarca Roewer, 1952
- Cargaruaya Roewer, 1956
- Chacoikeontus Roewer, 1929
- Incasarcus Kury & Maury, 1998
- Metasarcus Roewer, 1913
- Palcares Roewer, 1957
- Tapacochana Roewer, 1957
- Tripilatus Roewer, 1932
- Tschaidicancha Roewer, 1957

## Publication originale
- Kury, 1994 : « Early lineages of Gonyleptidae (Arachnida, Opiliones, Laniatores). » Tropical Zoology, vol. 7, no 2, p. 343–353.